# Аеродром Кошице
Међународни аеродром Кошице (IATA: KSC, ICAO: LZKZ) је међународни аеродром који опслужује Кошице. То је други највећи међународни аеродром у Словачкој. Налази се 6 км јужно од катедрале Свете Елизабете, 230 метара изнад нивоа мора, покривајући површину од 3,50 км2. Опслужује и редовне и чартер летове, домаће и међународне летове. Капацитет аеродрома је 800.000 путника годишње, закључно са 2012.
Аеродром Кошице обавља 6 директних летова ка следећим дестинацијама - Праг (Ryanair), Варшава - аеродром Фредерик Шопен (LOT), Беч (Austrian Airlines), Лондон - до аеродрома Лондон Лутон ( Wizz Air) и аеродрома Лондон-Станстед (Ryanair), Ливерпул (Ryanair). Доступно је више од 300 дестинација са највише једном променом.

## Авио-компаније и дестинације
Следеће авио-компаније обављају редовне летове до и од аеродрома Кошице:
| Airlines                      | Destinations |
| ----------------------------- | --- |
| Air Cairo                     | Seasonal charter: Marsa Matruh |
| Air Horizont                  | Seasonal charter: Thessaloniki |
| Air Montenegro                | Seasonal charter: Podgorica |
| Austrian Airlines             | Vienna |
| Bulgaria Air                  | Seasonal charter: Burgas, Lamezia Terme |
| Corendon Airlines             | Seasonal charter: Antalya |
| Freebird Airlines             | Seasonal charter: Antalya |
| LOT Polish Airlines           | Warsaw–Chopin |
| Ryanair                       | Dublin, Liverpool, London–Stansted, Prague Seasonal: Zadar                                                                                      |
| SkyAlps                       | Seasonal charter: Brač |
| Smartwings                    | Seasonal: Burgas, Heraklion, Larnaca, Palma de Mallorca, Rhodes, Zakynthos Seasonal charter: Antalya, Hurghada, İzmir, Monastir, Patras, Tirana |
| Sky Express                   | Seasonal charter: Heraklion, Rhodes |
| SkyUp                         | Charter: Hurghada |
| Swiss International Air Lines | Zurich |
| Tailwind Airlines             | Seasonal charter: Antalya |
| TUS Airways                   | Seasonal charter: Larnaca |
| Wizz Air                      | London–Luton |

## Статистика
| Година | Путници | Промена | Терет (тоне) |
| ------ | ------- | ------- | ------------ |
| 2012.  | 235.754 |         |              |
| 2013.  | 237.165 | +0,6%   |              |
| 2014.  | 356.750 | +50,4%  |              |
| 2015.  | 410.400 | +15,0%  |              |
| 2016.  | 436.696 | +6,4%   | 88           |
| 2017.  | 496.708 | +13,7%  | 106          |
| 2018.  | 542.026 | +9,1%   | 65           |
| 2019.  | 558.064 | +3,0%   | 38           |
| 2020.  | 96.428  | -82,6%  | 5            |
| 2021.  | 168 742 | +73,3 % |              |
| 2022.  | 542 864 | +222,1% |              |
| 2023.  | 625 053 | +15,1%  |              |
| 2024.  | 739 010 | +18,2%  |              |

Руте до и од аеродрома Кошице (2023)
| Град     | Аеродром                 | Недељни поласци | Авио-компаније            |
| Беч      | Међународни аеродром Беч | 11              | Аустријан ерлајнс         |
| Лондон   | Лондон-Лутон             | 5               | Виз Ер                    |
| Варшава  | Аеродром Варшава Шопен   | 6               | ЛОТ пољске авио-компаније |
| Лондон   | Лондон - Станстед        | 5               | Рајанер                   |
| Праг     | Аеродром Вацлав Хавел    | 4               | Рајанер                   |
| Ливерпул | Аеродром Џон Ленон       | 2               | Рајанер                   |

| Одредиште | Број путника | Авио-компаније                     |
| --------- | ------------ | ---------------------------------- |
| Анталија  | 77 483       | Smartwings Freebird Travel Service |
| Ларнака   | 24 920       | Cyprus Airways, Smartwings         |
| Хургада   | 18 941       | FlyEgypt, Air Cairo                |